# Typhlops epactius
Typhlops epactius là một loài rắn trong họ Typhlopidae. Loài này được Thomas mô tả khoa học đầu tiên năm 1968.